# マヌエル・カンバラ
マヌエル・ニャンガ・カンバラ（Manuel Nhanga Kambala 、1991年8月21日 - ）は、モザンビーク・ケリマネ出身のプロサッカー選手。バロカ所属。ポジションは、ミッドフィールダー。